# Hotel Dnipro
Das Hotel Dnipro (ukrainisch Готель Дніпро, russisch Гостиница Днепр Gostiniza Dnjepr) ist ein 4-Sterne-Hotel am heutigen Europäischen Platz in der ukrainischen Hauptstadt Kiew. Es liegt am Anfang des Chreschtschatyk und der Mychajla-Hruschewskoho-Straße. In unmittelbarer Nähe befinden sich die Nationale Philharmonie der Ukraine, das Ukrainische Haus, das Walerij-Lobanowskyj-Stadion, die Jaroslaw-der-Weise-Bibliothek, der Oktober-Palast und der Chreschtschatyj-Park.

## Geschichte
Das Gebäude wurde Anfang der 1960er Jahre am damaligen Platz des Leninschen Komsomol errichtet anstelle des Hotels „Europa“, nach dem der Platz von 1851 bis 1869 und wieder seit 1996 benannt ist.
Das Gebäude besteht aus einem Mittelkorpus mit zwei Seitenflügeln. Der Mittelkorpus hat eine Höhe von 12 Stockwerken mit einer flachen, überdachten Dachterrasse mit umlaufender Galerie. Die beiden symmetrischen Seitenflügel haben eine Höhe von jeweils neun Stockwerken und verbinden den zentralen Teil mit der Bebauung des Chreschtschatyk und der Mychajla-Hruschewskoho-Straße. Im Mittelkorpus nehmen die beiden unteren Etagen die Lobby, Empfangsräume, ein Restaurant mit 200 Plätzen und einen Bankettsaal auf. Diese Räumlichkeiten sind in einem verglasten, leicht vorspringenden Korpus zusammengefasst. Die Lobby des Erdgeschosses ist baulich in drei Bereiche aufgeteilt. Sie nimmt Empfangs- und Unterkunftsdienste, ein Servicebüro und Handelskioske auf. Das ursprüngliche Interieur und das Design des Restaurants wurden von Irma Karakis entworfen. Kennzeichnend war die Verwendung von keramischen Mosaikplatten und Majolikatellern als Wandschmuck, diese Inneneinrichtung ist jedoch nicht mehr erhalten.
Das Gebäude hat insgesamt drei Treppenhäuser. Erschlossen werden die Gästezimmer von zentralen Korridoren, die von den Treppenhäusern ausgehen. Jede Etage verfügt über einen zentralen und zwei seitliche Säle sowie einen Buffetraum. Gegenwärtig hat das Hotel 186 Gästezimmer mit 288 Betten.
Das Gebäude wurde fast vollständig aus vorgefertigten Teilen errichtet. Die dreidimensionale Rahmenkonstruktion besteht aus Stahlbeton, wobei die Pfeiler eine Höhe von zwei Stockwerken aufweisen.
Äußerlich ist das Hotel durch die Betonung der waagerecht verlaufenden Fensterbänder und Pilaster stark gegliedert. Es nimmt durchaus noch Elemente des sozialistischen Klassizismus auf, leitet aber mit seiner zurückhaltenden Gestaltung in eine modernere, sachliche Architektur über. Verkleidet ist die Fassade, wie bei fast allen Gebäuden am Chreschtschatyk, die in dieser Zeit entstanden sind, mit hellen Keramikfliesen.
Das Hotel, dass sich im Besitz eines ukrainischen Staatsfonds befand, wurde im Juli 2020 in einer offenen Auktion von einer privaten Immobilienfirma für den Preis von umgerechnet mehr als 40 Millionen USD ersteigert. Am 23. Juli 2020 gab Oleksandr Kochanowskyj, einer der Miteigentümer des E-Sport-Clans Natus Vincere, bekannt, dass er das Gebäude erworben habe. Nach seinen Angaben soll an dieser Stelle ein E-Sport-Zentrum entstehen.